# Conistra livina
Conistra livina là một loài bướm đêm trong họ Noctuidae.